# Machhiwara
Machhiwara (en punyabí: ਮਾਛੀਵਾੜਾ ) es una ciudad de la India en el distrito de Ludhiana, estado de Punyab.

## Geografía
Se encuentra a una altitud de 261 m s. n. m. a 70 km de la capital estatal, Chandigarh, en la zona horaria UTC +5:30.

## Demografía
Según estimación 2010 contaba con una población de 23 303 habitantes.